# Flight of Refugees Across Wrecked Bridge in Korea
Flight of Refugees Across Wrecked Bridge in Korea는 AP 통신의 기자 맥스 데스퍼가 1950년 12월 4일에 찍은 사진으로, 1951년도 퓰리처상 사진 부문에서 수상하였다. 6.25 전쟁에서 사람들이 짐을 짊어진 채 피난을 위해 파괴된 대동강 다리를 건너는 모습이다.